# ECE Projektmanagement
ECE Projektmanagement – niemieckie rodzinne przedsiębiorstwo deweloperskie, założone w 1965 roku przez Wernera Otto.
Przedsiębiorstwo specjalizuje się w branży śródmiejskich centrów handlowych. Poza tym buduje biurowce i budynki komunikacyjne. Inwestuje w 17 krajach: w Austrii, Bułgarii, Czechach, Grecji, Danii, Hiszpanii, Katarze, na Litwie, w Niemczech, Polsce, Rosji, Rumunii, na Słowacji, w Szwajcarii, Turcji, na Węgrzech i we Włoszech.
Polski oddział ECE, nazwany ECE Projektmanagement Polska, otwarto w 1997 roku. W Polsce inwestycje ECE wdrażane są w Bydgoszczy (Zielone Arkady), Wrocławiu (Galeria Dominikańska), Łodzi (Galeria Łódzka), Krakowie (Galeria Krakowska), Gdańsku (Galeria Bałtycka), Szczecinie (Galeria Kaskada), Poznaniu (Avenida Poznań), Katowicach (Silesia City Center) i Koszalinie (Forum Koszalin). 